# 'Ndrina Barbaro
(investigatori dell'operazione Cerberus del luglio 2008)
I Barbaro sono una 'ndrina originaria di Platì, considerata tra le più potenti cosche della 'ndrangheta. 
Di questa famiglia esistono tre rami: quelli soprannominati "castani", quelli "nigri" e quelli "pillari" e 8 ndrine: Barbaro Castanu, Rosi, Nigru, Pillaru, Perre Maistru, Papalia Carciutu, Sergi 'Mbilli e i Trimboli Piseja. La 'ndrina fu fondata alla fine del XIX secolo, diventando così una delle 'ndrine più antiche ancora in attività di tutta la 'ndrangheta.
Nell'Italia settentrionale sono insediati nella periferia di Milano a Buccinasco e Corsico.
Sono legati alla cosca dei Papalia e dei Paparo.
La potenza dei Barbaro è alimentata dall'armamentario utilizzato (mitragliette Uzi, Skorpion, fucili a pompa).
Negli ultimi decenni la loro presenza è stata segnalata anche in Piemonte, Friuli-Venezia Giulia, Veneto, Emilia-Romagna, Toscana, Lazio, Trentino-Alto Adige e Liguria. Nell'hinterland milanese hanno influenza anche sui comuni di Corsico, Cesano Boscone, Trezzano sul Naviglio e Gaggiano.
In Australia sono alleati con i Sergi, e si sono insediati a Melbourne e Griffith fin dagli anni settanta del secolo scorso. Negli anni ottanta uno dei sei capi più influenti della 'ndrangheta australiana era Pasquale Barbaro, che gestiva l'area di Melbourne.

## L'origine dei Barbaro
Dal matrimonio tra Francesco Barbaro e Marianna Carbone nacquero 10 figli. Dai loro dieci figli discenderanno i cinque rami della famiglia e le otto ‘ndrine che dominano la ‘ndrangheta di Platì:
|                                     |                                              |                                              |                                   |                                   |                                   |                                                |                                                  |                                                  |                                           |                                               |                                               |                                          |                                      |                                                                        |                                                                        |                                                          |                                                          |                                                                       |                                                                       |                                                         |                                                         |
|                                     |                                              |                                              |                                   |                                   |                                   |                                                |                                                  |                                                  | Pasquale Barbaro (1897)                   |                                               |                                               |                                          |                                      |                                                                        |                                                                        |                                                          |                                                          |                                                                       |                                                                       |                                                         |                                                         |
|                                     |                                              |                                              |                                   |                                   |                                   |                                                |                                                  |                                                  |                                           |                                               |                                               |                                          |                                      |                                                                        |                                                                        |                                                          |                                                          |                                                                       |                                                                       |                                                         |                                                         |
|                                     |                                              |                                              |                                   |                                   |                                   |                                                |                                                  |                                                  |                                           |                                               |                                               |                                          |                                      |                                                                        |                                                                        |                                                          |                                                          |                                                                       |                                                                       |                                                         |                                                         |
|                                     | Rosario Barbaro (?) Ramo Rosi                | Rosario Barbaro (?) Ramo Rosi                |                                   |                                   |                                   |                                                | Domenico Barbaro (1900)                          | Domenico Barbaro (1900)                          | Antonio Barbaro (1920 - 1994) Ramo Nigru  | Antonio Barbaro (1920 - 1994) Ramo Nigru      | Elisabetta Barbaro 'ndrina Perre Maistru      | Elisabetta Barbaro 'ndrina Perre Maistru |                                      | Frank Barbaro Little tree migra in Australia                           | Frank Barbaro Little tree migra in Australia                           |                                                          |                                                          | Serafina Barbaro 'ndrina Carciutu sposata con Giuseppe Papalia (1907) | Serafina Barbaro 'ndrina Carciutu sposata con Giuseppe Papalia (1907) |                                                         |                                                         |
|                                     |                                              |                                              |                                   |                                   |                                   |                                                |                                                  |                                                  |                                           |                                               |                                               |                                          |                                      |                                                                        |                                                                        |                                                          |                                                          |                                                                       |                                                                       |                                                         |                                                         |
|                                     |                                              |                                              |                                   |                                   |                                   |                                                |                                                  |                                                  |                                           |                                               |                                               |                                          |                                      |                                                                        |                                                                        |                                                          |                                                          |                                                                       |                                                                       |                                                         |                                                         |
|                                     | Domenico Barbaro l'australiano (1937 - 2016) | Domenico Barbaro l'australiano (1937 - 2016) |                                   |                                   |                                   |                                                | Francesco Barbaro Cicciu u castanu (1927 - 2018) | Francesco Barbaro Cicciu u castanu (1927 - 2018) | Giuseppe Barbaro (? - 2012)               | Giuseppe Barbaro (? - 2012)                   |                                               |                                          |                                      | Pasquale Barbaro il Principale (Platì 1931 - Brisbane 1990) in carcere | Pasquale Barbaro il Principale (Platì 1931 - Brisbane 1990) in carcere | Domenico Papalia migra a Buccinasco (MI) oggi in carcere | Domenico Papalia migra a Buccinasco (MI) oggi in carcere | Rocco Papalia migra a Buccinasco (MI) libero dal 2018                 | Rocco Papalia migra a Buccinasco (MI) libero dal 2018                 | Antonio Papalia migra a Buccinasco (MI) oggi in carcere | Antonio Papalia migra a Buccinasco (MI) oggi in carcere |
|                                     |                                              |                                              |                                   |                                   |                                   |                                                |                                                  |                                                  |                                           |                                               |                                               |                                          |                                      |                                                                        |                                                                        |                                                          |                                                          |                                                                       |                                                                       |                                                         |                                                         |
|                                     |                                              |                                              |                                   |                                   |                                   |                                                |                                                  |                                                  |                                           |                                               |                                               |                                          |                                      |                                                                        |                                                                        |                                                          |                                                          |                                                                       |                                                                       |                                                         |                                                         |
| Salvatore Barbaro (1974) in carcere | Salvatore Barbaro (1974) in carcere          | Rosario Barbaro (1972) in carcere            | Rosario Barbaro (1972) in carcere | Giuseppe Barbaro U sparitu (1957) | Giuseppe Barbaro U sparitu (1957) | Rocco Barbaro U sparitu (1965) oggi in carcere | Rocco Barbaro U sparitu (1965) oggi in carcere   | Pasquale Barbaro U Zangreiu (1960 - 2007)        | Pasquale Barbaro U Zangreiu (1960 - 2007) | Marianna Barbaro (?) moglie di Giuseppe Pelle | Marianna Barbaro (?) moglie di Giuseppe Pelle |                                          | no name Barbaro                      | no name Barbaro                                                        | Pasquale Barbaro Pat in carcere                                        | Pasquale Barbaro Pat in carcere                          |                                                          |                                                                       |                                                                       |                                                         |                                                         |
|                                     |                                              |                                              |                                   |                                   |                                   |                                                |                                                  |                                                  |                                           |                                               |                                               |                                          |                                      |                                                                        |                                                                        |                                                          |                                                          |                                                                       |                                                                       |                                                         |                                                         |
|                                     |                                              |                                              |                                   |                                   |                                   |                                                |                                                  |                                                  |                                           |                                               |                                               |                                          |                                      |                                                                        |                                                                        |                                                          |                                                          |                                                                       |                                                                       |                                                         |                                                         |
|                                     |                                              |                                              |                                   |                                   | Antonio Barbaro                   | Antonio Barbaro                                | Francesco Barbaro                                | Francesco Barbaro                                | Giuseppe Barbaro                          | Giuseppe Barbaro                              | Salvatore Barbaro                             | Salvatore Barbaro                        | Pasquale Timothy Barbaro (1981-2016) | Pasquale Timothy Barbaro (1981-2016)                                   |                                                                        |                                                          |                                                          |                                                                       |                                                                       |                                                         |                                                         |

- Da Pasquale Barbaro (1897) discenderà Rosario Barbaro, il capobastone del ramo dei Rosi.
- Dal figlio Domenico Barbaro (1900) sarà poi generato Francesco Barbaro, detto Ciccio ‘u Castanu[4], boss morto a 91 anni nel 2018.
- Antonio Barbaro (classe 1920) figlio di Francesco detto Cicciu u castanu genererà il ramo Nigru della cosca[4].
- Attraverso i matrimoni delle figlie Elisabetta e Serafina nasceranno rispettivamente le ‘ndrine Perre Maistru e Papalia Carciutu[4].

## Anni Cinquanta - La faida
Negli anni Cinquanta, quando risiedevano ancora a Castellace furono coinvolti in una faida con i Mammoliti. Nell'ottobre del 1954 Domenico Barbaro uccise il capobastone Francesco Mammoliti. Il 7 novembre dello stesso anno viene ucciso Francesco Barbaro insieme ad altri. L'attacco fu attribuito a Vincenzo Mammoliti, ma non fu ritenuto colpevole per insufficienza di prove. Il 19 gennaio 1955 viene ucciso il fratello di Francesco Barbaro, Giovanni. La faida dura fino al 1978, quando Domenico Barbaro è ucciso a Perugia, dopo aver passato 26 anni in prigione per l'omicidio di Francesco Mammoliti nel 1954.

## Anni Settanta
Dopo la morte di Pasquale Agresta nel 1974 la guida del locale viene condotta da Antonio Barbaro detto u nigru. Ai tempi i Barbaro comprendevano anche le 'ndrine dei Perre, Trimboli, Agresta, Catanzariti, Sergi, Papalia, Molluso e Musitano.

### Australia
I Barbaro emigrati in Australia insieme alle altre famiglie di Platì come i Sergi e i Trimboli incominciano nel 1974 la coltivazione e lo spaccio di marijuana. Operano principalmente a Griffith e Sydney. Le figure più importanti sono Robert Trimboli, Antonio Sergi e Francesco Barbaro detto Little Trees. Questo fu ritenuto dalla Woodward Royal Commission australiana un membro della mafia calabrese a seguito della sparizione del promotore di campagne anti-droga Donald Mackay nel 1977. Dal 1974 a guidare il clan di Platì (che riunisce le famiglie Perre, Trimboli, Agresta, Catanzariti, Sergi, Papalia, Musitano e Molluso) è Antonio Barbaro, detto 'u nigru'.

## Anni Ottanta - I sequestri e il riciclaggio
Il 27 marzo 1985 viene ucciso Domenico De Maio per aver ridato all'amministrazione comunale di Platì terreni occupati abusivamente dalla cosca.
Il ricavato dai sequestri di persona è reinvestito nel traffico di droga operato insieme ad altre 'ndrine e nell'edilizia nel nord Italia. Le famiglie platiote in questo periodo cominciarono a trasferirsi nell'hinterland milanese, soprattutto nel quartiere dormitorio di Buccinasco. 
Francesco Barbaro (detto 'cicciu u castanu'), capo del clan, è arrestato il 5 gennaio 1989 e sale al comando il figlio Giuseppe Barbaro.

## Anni Novanta - Il sequestro Sgarella
Nel 1992, viene arrestato il ventiquattrenne Francesco Barbaro, nipote dell'omonimo detto "U castanu", per traffico di droga. 
Trasportava droga dall'Aspromonte ai comuni piemontesi di Volpiano, Cuorgnè e Chivasso.
L'11 dicembre 1997 sequestrano Alessandra Sgarella, in zona San Siro a Milano e viene rilasciata a Locri il 4 settembre 1998. Il 27 agosto 2011 viene arrestato Francesco Perre in Aspromonte, l'ultimo carceriere della donna, ancora in libertà.

## Anni Duemila - La roccaforte di Platì e l'operazione Cerberus a Buccinasco
- Il 10 ottobre 2001 è arrestato il latitante Pasquale Barbaro, detto Testa di Muschitta, insieme a Rocco Trimboli[20] per favoreggiamento di Giuseppe Trimboli, Rosario e Francesco Perre, Domenico Barbaro, Saverio Pangallo, Francesco Perre di 25 anni, Giuseppe Grillo, Bruno Trimboli. Tre mesi dopo (10 dicembre) è arrestato Giuseppe Barbaro (detto 'u sparitu')[21][22][23], diventato padre per quattro volte durante quattordici anni di latitanza: l'operazione svela un complesso sistema di nascondigli, bunker, porte nascoste e cunicoli sotterranei tra le montagne di Platì e il paese, usati da decenni dai Barbaro e dalle altre famiglie di Platì per sfuggire alle forze dell'ordine. Secondo i periti della magistratura, gli scavi sono stati realizzati a cielo aperto[24][25].
- L'8 febbraio 2003 i carabinieri del ROS hanno tratto in arresto a Platì (RC) Rocco Barbaro, 38 anni, latitante da 10, che sostituiva al comando gli altri fratelli arrestati. Ricercato per omicidio, traffico internazionale di droga e di armi.[26]
- Il 12 novembre del 2003 a Platì scatta l'operazione Marine che portò all'arresto di 125 persone, tra cui una cospicua parte della 'Ndrina dei Barbaro. L'accusa è di aver influito sulla costruzione di un bunker sotterraneo al paese, costruito coi soldi del comune, per scappare e nascondersi dalle forze dell'ordine[27][28][29][30][31].
- Il 9 maggio 2008 prosegue l'operazione Zeleuco con l'arresto di 9 esponenti delle cosche di San Luca, eseguiti oltre che nel paese di origine anche a Bovalino, Benestare, Bologna e Udine. Accusati di associazione per delinquere di stampo mafioso, controllavano varie attività economiche, gestivano un traffico di armi ed esplosivi. Tra gli arrestati Antonella Vottari e Maria Pelle sorella e moglie del capobastone Francesco Vottari. Sono stati arrestati anche Francesco Barbaro, detto u castanu, già detenuto; Liana Benas di Codroipo; Gianfranco Cocilovo, imprenditore, di Roma; Giovanni Marrapodi odontotecnico, di Locri; Domenico Mammoliti di Locri; Paolo Nirta di San Luca; Giuseppe Pelle di San Luca, sorvegliato speciale; Antonio Romano di San Luca[32][33].
- Il 10 luglio 2008 nell'operazione Cerberus della Guardia di Finanza vengono arrestati Domenico Barbaro, 71 anni detto l'australiano, i figli Salvatore e Rosario Barbaro, Pasquale Papalia (figlio di Antonio Papalia), Mario Miceli (era in carcere per rapina e sarebbe uscito oggi), Maurizio De Luna, Maurizio Luraghi e Giuliana Persegoni. Tutti gli arrestati ricevevano ordini dai capibastone in carcere al 41bis: Domenico, Rocco e Antonio Papalia[34][35].
- Il 9 agosto 2008 a Melbourne, a conclusione di un'operazione cominciata nel 2007, viene sequestrato il più grande carico di ecstasy dal valore di 264 milioni di euro. Nell'operazione sono state arrestate 21 persone di cui alcune anche in Belgio, Paesi Bassi, Germania ed Italia. Il traffico era gestito in collaborazione con l'associazione criminale di motociclisti dei Black Uhlans.[36][37]
- Il 10 dicembre 2008 dal nucleo di polizia tributaria della Guardia di Finanza di Catanzaro viene arrestato a Salerno Giuseppe Barbaro, ritenuto esponente di spicco del clan[38].
- Il 16 marzo 2009 i carabinieri di Sesto San Giovanni, nell'operazione Isola iniziata nel 2004, hanno ordinato l'arresto di più di 20 persone a Milano, Crotone, Catanzaro e Taranto per associazione a delinquere di stampo mafioso, porto e detenzione illegale di armi, estorsione e tentato omicidio, tra questi i Paparo alleati dei Barbaro, dei Bubbo, dei Nicoscia e degli Arena, accusati di sfruttamento dell'immigrazione, riciclaggio, violenza privata, favoreggiamento di latitanti e atti d'intimidazione nella costruzione delle grandi opere pubbliche della Lombardia come alcune tratte dell'alta velocità ferroviaria Milano-Venezia. Nel corso dell'operazione sono state sequestrate armi tra cui un lanciarazzi della NATO e beni del valore di 10 milioni di euro[39][40][41][42][43].
- Il 24 marzo 2009 si costituisce Giuseppe Pasquale Barbaro. Era indagato nell'ambito dell'operazione Caracas[44].
- Il 19 maggio 2009 in Lombardia vengono arrestati esponenti delle 'ndrine Barbaro-Papalia per aver preso il denaro di mutui in modo illecito. L'organizzazione faceva capo a Giuseppe Pangallo di Platì e sembrerebbe abbia guadagnato dalle sue azioni fino a 800.000 euro[45].
- Il 3 novembre 2009 nell'operazione Parco Sud dei Carabinieri e della Guardia di Finanza vengono eseguiti 17 arresti nel milanese. Coinvolto anche Domenico Barbaro detto l'australiano già in carcere, come i figli Domenico, Rosario e Salvatore. Arrestati anche imprenditori edili, tra cui Fortunato Startati che proteggeva la latitanza di Paolo Sergi. Questa operazione viene a seguito dell'operazione Cerberus del 2008 e conferma l'operatività della cosca nei comuni di Assago, Corsico, Buccinasco e Trezzano sul Naviglio. Nell'operazione sono stati sequestrati beni del valore di 5 milioni di euro[46][47][48].

## Anni 2010 - Il traffico di droga nel milanese
- Il 22 febbraio 2010 vengono arrestati Tiziano Butturini, ex sindaco del PD di Trezzano sul Naviglio, in provincia di Milano e presidente di Tasm di Amiacque, aziende pubbliche per la gestione di risorse idriche, Michele Iannuzzi, consigliere comunale del PdL e Andrea Madafferi proprietario dell'impresa immobiliare Kreiamo vicini ai Barbaro-Papalia, quest'ultimo già arrestato nell'operazione Parco Sud del 3 novembre 2009, insieme a Domenico Barbaro e ai suoi due figli, Salvatore e Rosario. Sono accusati di corruzione in campo edilizio[49][50].
- Il 22 giugno 2010 si conclude l'operazione Tamanaco della Guardia di Finanza (avviata nel 2005) nella quale vengono sequestrati quasi 700 kg di cocaina e beni dal valore di 80 milioni di euro ai Barbaro e al clan della camorra casertana La Torre. La droga veniva dal Venezuela, passava dall'Africa e arrivava in Europa. Per le consorterie italiane contrattava Giuseppe Barbaro, arrestato il 12 dicembre 2008[51][52].
- Il 14 marzo 2011 si conclude l'operazione Redux-Caposaldo di Guardia di Finanza e Carabinieri, che porta all'arresto di 35 persone in Lombardia ritenute affiliate ai Barbaro, ai De Stefano, ai Pesce e alle cosche di Africo. Sono accusati di estorsione agli esercizi pubblici delle stazione della metropolitana, ai chioschi di panineria, alla gestione illecita del personale della sicurezza dei locali notturni, associazione mafiosa e spaccio di droga[53][54].
- Il 27 agosto 2011, i carabinieri arrestano il latitante Francesco Perre, latitante da febbraio 1999, condannato in via definitiva a 28 anni per il sequestro operato, tra l'11 dicembre 1997 e il 4 settembre 1998, ai danni di Alessandra Sgarella Vavassori[55].
- Il 22 ottobre 2013, Domenico Barbaro detto l'australiano, presunto boss milanese in carcere dal 2008, e Francesco Barbaro vengono scarcerati per decorrenza dei termini poiché la Cassazione ha annullato con rinvio il processo Parco Sud e Cerberus[56].
- Il 14 gennaio 2014 si conclude a Milano, l'operazione Tamburo, iniziata nel 2009 che ha portato all'arresto per traffico di droga di 13 persone, presunte affiliate ai Mancuso, Barbaro-Papalia e agli Ursino-Macrì. Gli arrestati erano residenti a Cesano Boscone e Cisliano[57][58].
- Il 9 maggio 2017 viene arrestato a Platì, Rocco Barbaro, detto U Sparitu (figlio di Cicciu u Castanu), latitante dal 2015 e presunto nuovo reggente della struttura della Lombardia almeno dal 2014, secondo un'intercettazione dell'operazione Platino[59][60].
- Il 23 gennaio 2018 si conclude un'operazione della Guardia di Finanza cominciata nel 2013 che blocca un traffico di droga tra la Colombia e i paesi di Corsico, Assago, Buccinasco e Trezzano sul Naviglio riconducibile ai Barbaro-Papalia[61][62].
- L'11 ottobre 2018 viene condannato a 16 anni di carcere Rocco Barbaro detto "U sparitu", figlio di Francesco, arrestato nel maggio 2017 per associazione mafiosa e intestazione fittizia di beni, tra cui il bar "Vecchia Milano" a Milano, nel centrale corso Europa. Tra i condannati anche suo nipote Rocco con due anni di carcere, Giuseppe Grillo a 3 anni e mezzo e Fortunato Paonessa a 4 anni[63].
- Il 23 ottobre 2018 si conclude un'operazione dei carabinieri di Corsico contro il traffico di droga da Milano e Como con cui vengono arrestate 14 persone. Sarebbe stato messo in piedi uno spaccio di cocaina affidato ai marocchini da 4 fratelli dei Barbaro-Papalia: Antonio, Francesco, Giuseppe e Salvatore Barbaro figli di Pasquale Barbaro[64].
- Il 22 febbraio 2019 Salvatore Barbaro condannato a 9 anni di carcere nell'operazione Cerberus, figlio di Domenico e marito di Serafina Papalia si costituisce[65].
- Il 5 novembre 2019 si conclude l'operazione Cerbero, condotta dai Carabinieri e dalla Guardia di Finanza che ha portato all'arresto di 64 presunti affiliati o fiancheggiatori delle locali di Volpiano e San Giusto Canavese delle 'ndrine dei Barbaro, degli Agresta, Assisi e Catanzariti. Sono accusati a vario titolo di traffico internazionale di droga attraverso la Spagna e approvvigionandosi in Brasile dagli Assisi, di riciclaggio, della gestione illecita di scommesse per Eurobet e trasferimento fraudolento di valori. Vengono sequestrati anche 80 chili di droga.[66][67][68][69]

## Anni 2020
- Il 9 giugno 2020 si conclude l'operazione Freeland che porta all'arresto di 20 persone affiliate o facenti riferimento alle 'ndrine degli Italiano-Papalia, Barbaro-Papalia e Alvaro-Macrì-Violi accusate a vario titolo di associazione mafiosa, estorsione, sequestro di persona, spaccio di droga, bancarotta fraudolenta e detenzione illegale di armi. A capo della locale di Bolzano ci sarebbe Mario Sergi ma l'organizzazione avrebbe gestito anche lo spaccio del trevigiano e della città di Padova in Veneto grazie alla collaborazione di Paolo Pasimeni[70][71].
- 6 luglio 2020: operazione Quadrato 2 contro i Barbaro e i Papalia[72].
- 2 novembre 2020: operazione Scarface contro i Barbaro-Papalia[73].

## Esponenti di spicco
- Francesco Barbaro (classe 1873), patriarca della famiglia Barbaro.[5]
- Francesco Barbaro detto Cicciu u Castanu (1927 - 2018), arrestato il 9 maggio 2008. Fu autore di numerosi sequestri negli anni Ottanta[74]. Condannato all'ergastolo per l'omicidio a Bovalino del Brigadiere Antonino Marino avvenuto nel 1990[63]. Muore nel carcere di Parma.
- Giuseppe Barbaro (figlio di Francesco Barbaro), capobastone arrestato il 10 dicembre 2001 e latitante dal 9 dicembre 1987[75]. Il 9 luglio 1975 è autore insieme a Domenico Papalia e Arturo Kravos del primo sequestro nella città di Milano a discapito di Giuseppe Ferrarini[75].
- Rocco Barbaro (Platì 30 giugno 1965[75]), detto "U Sparitu"[76], figlio di Francesco Barbaro (detto U Castanu), lavorava a Buccinasco come gommista[76]. È latitante dal 1993 in quanto accusato di omicidio e traffico di stupefacenti. Viene arrestato l'8 febbraio 2003 dal ROS dei Carabinieri[74] e rimane in carcere fino al 2012, anno in cui viene affidato ai servizi sociali[75]. Dal 2014 un'intercettazione sembrerebbe possa essere divenuto il nuovo capo della Lombardia[75]. Latitante nuovamente dal 2015 è accusato di traffico di droga e intestazione fittizia di beni; viene arrestato a Platì il 9 maggio 2017[59][60]. L'11 ottobre 2018 viene condannato a 16 anni di carcere per associazione mafiosa e intestazione fittizia di beni. Quest'ultima accusa è legata al bar "Vecchia Milano" in corso Europa in centro a Milano[63][64]. Il 2 febbraio 2022 decade l'aggravante di "associazione mafiosa" e ritorna in libertà[76].
- Pasquale Giuseppe Barbaro (1974) detto Capatosta, impiclato in un traffico di droga internazionale viene indagato nell'operazione Caracas Express per cui viene ricercato, si costituisce il 2 novembre 2007[77].
- Pasquale Barbaro (Platì 1960 - Pavia 2007) detto U Zangreiu, capobastone dei Barbaro detti Castano, fratello di Giuseppe. Gestiva appalti pubblici in Nord Italia, fu anche capo della struttura di 'ndrangheta Lombardia fino alla sua morte[41]. Ha avuto 4 figli: Antonio, Francesco, Giuseppe e Salvatore Barbaro.
- Pasquale "Il principale" Barbaro (Platì 1931 - Runcorn, Brisbane  1990), figlio di Francesco ‘Frank Little Trees’ Barbaro che è fratello di Rosario Barbaro[78] capobastone di Melbourne sin dal 1981. Negli anni '90 fu accusato di essere collegato a una piantagione di marijuana a Riverina nel Nuovo Galles del Sud, ma poi assolto.
- Pasquale Cameron "Little Pat" Barbaro (1962 - 2003) coinvolto nella Guerra di mafia di Melbourne
- Pasquale “Pat” Barbaro (? - ?) Nel 2008 è stato arrestato a Carlton, sobborgo di Melbourne per traffico di droga: in particolare a luglio del 2008 fu coinvolto in un traffico di cocaina mentre ad agosto per il traffico di pasticche di ecstasy provenienti dalla Calabria e condannato all'ergastolo nel 2012[79].
- Domenico Barbaro (1937 - 2016) detto l'australiano, capobastone in carcere da luglio 2008, sotto processo per l'inchiesta Cerberus del 2008 e per Parco Sud del 2009 e morto nel 2016[46].
- Pasquale Timothy Barbaro (1981 - Sydney 2016) Nipote di Pasquale Barbaro il principale.
- Francesco Perre (1967), latitante dal 1999 viene arrestato nel 2011 ora è in carcere, era uno dei sequestratori di Alessandra Sgarella[80].
- Salvatore Barbaro (1974), figlio di Domenico l'australiano, e suocero di Rocco Papalia esce dal carcere di Nuoro il 3 ottobre 2018 dove scontava la pena ridotta a 8 anni per il processo Parco Sud[81].
- Mario Miceli, genero di Domenico Barbaro detto l'australiano, coinvolto nel processo Cerberus da novembre 2018 si occupava di movimento terra nel sud milanese. Viene condannato per la prima volta per i suoi legami con i Papalia-Barbaro di Buccinasco nel giugno 2010 per poi essere condannato definitivamente. A novembre 2018 si allontana dalla sua abitazione a Casorate Primo in provincia di Pavia e si dà alla latitanza. Viene arrestato ad Arzon in Francia il 5 settembre 2019[82].
- Marianna Barbaro (1967), figlia di Francesco, è la moglie di Giuseppe Pelle e la madre di Francesco, Antonio, Elisa e Giuseppina (moglie di Pasqualino Papalia, figlio del boss Antonio). Marianna, i primi tre figli, il marito di Elisa, due fiancheggiatori e il nipote Antonio vengono tutti arrestati il 10 marzo 2022 per aver gestito la latitanza del marito Giuseppe tra il 2016 e il 2018 prima del suo arresto aiutandolo a nascondersi e riuscendo anche a farlo sfuggire a un arresto[83].
- Rosario Barbaro (19 luglio 1972) Sposato con Serafina Papalia figlia di Rocco Papalia, appartenente al locale di Corsico-Buccinasco con dote di picciotto. Dal 2021 al 2025 è stato collaboratore di giustizia[84].